# 獵巫

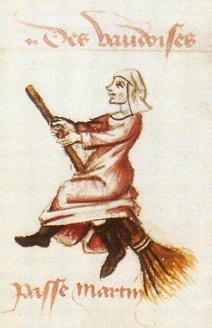
女巫的想像圖

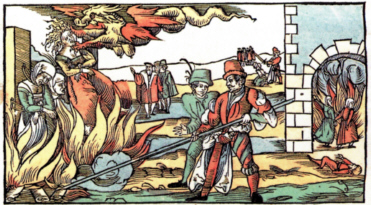
女巫的火刑

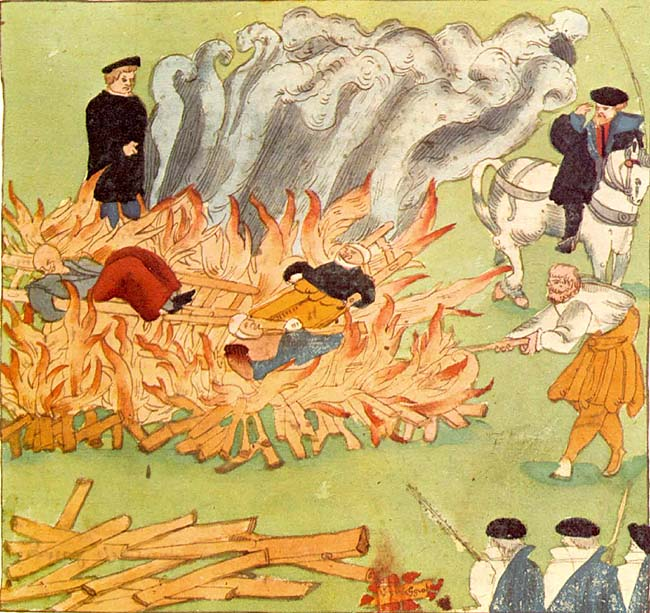
在瑞士巴登三名「巫師」被處以火刑，由Johann Jakob Wick收集在Wickiana集中，1585年

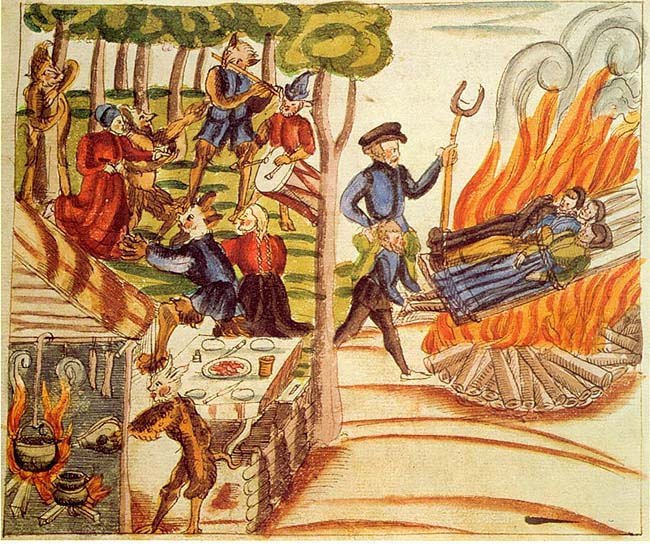
在Bremgarten以火刑处决三名女巫

獵巫或女巫清洗是尋找被貼上女巫標籤的人或尋找巫術的證據。近代早期歐洲和美洲殖民地獵巫的經典時期發生在近代早期或大約1450年至1750年，跨越了宗教改革和三十年戰爭的劇變，估計有 35,000至50,000人被處決。歐洲最後一次處決被定為女巫的人是在18世紀，此後因歐洲啟蒙主義流行、文明化乃至冷戰後的民主化，歐洲各國人民對女巫的接受程度明顯增加直至今日，現今甚至有不少歐洲人認為女巫形象是漂亮。不過即使現今21世紀，在撒哈拉以南非洲、巴布亞新幾內亞、拉丁美洲等部分經濟落後的國家或地區被報告有少量獵巫行動，而沙特阿拉伯和喀麥隆至今仍存在反對巫術的官方立法。
歐洲迫害浪潮的高峰期是在1550年到1650年之間。部分地區的大規模迫害有很多原因，在近代早期明顯比中世紀更加激烈。 近代初期，小冰河期、大流行病、毀滅性戰爭等危機重重。此外，只有當魔法信仰的個別方面被轉移到早期現代國家的刑法時，大規模迫害才能在結構上發生。在歐洲，估計總共有300萬人因此受審，其中40,000至60,000名受害者被處決。婦女佔中歐受害者（約佔中歐受害者的四分之三）以及巫術告密者的大多數。 在北歐，男性受影響更大。宗教信仰與獵巫之間沒有明確的聯繫。
現在所講的“獵巫”比喻是指通常在大張旗鼓下進行的調查，據稱是為了揭露顛覆活動、不忠等行為，但真正的目的是恐嚇政治對手。它還可能涉及道德恐慌或集體歇斯底里等因素。

## 人類學上的起因
對巫術的信仰在世界各地都顯示出相似性。它提出了一個框架來解釋如疾病或死亡等隨機不幸的發生，而巫婆巫師則提供了邪惡的形象。地理和文化上相對分離的社會（歐洲、非洲、印度、新幾內亞）普遍存在獵巫行為，這一點自1960年以來已引發了人类学背景下對該行為的關注。對魔法和占卜的信仰，以及用魔法影響個人幸福的嘗試（增加壽命，贏得愛情等等）都是人類文化的共通之處。現代地理大發現時代的早期收集的關於美洲、亞洲和非洲土著人行為的報告顯示，不衹是巫術信仰，獵巫行為的週期性爆發也是人類文化的普遍性。
獵巫在現代仍有發生，其多發於無知或未教育的人，與世隔離，過著傳統生活型態的人可能會指控某人為女巫。但今日此詞多用於搜索誤導或潛在的敵人（如色情業者、次文化族群和異見份子），就如歷史上的獵巫一般以歇斯底里、成見和不公正對待被指控的人。一項研究發現，巫術信仰與下列反社會的態度相關：較低的信任水平、慈善捐助和群體參與。另一項研究發現，收入衝擊（由于極端降雨）導致了坦桑尼亞「女巫」的謀殺案大幅增加。

## 參见
- 安东·普雷托里亚斯
- 魔鬼交易
- 政治迫害
- 小冰期
- 魔女宅急便